# New Galloway
New Galloway est une ville située dans le Dumfries and Galloway, en Écosse.